# Lungmossa
Lungmossa (Marchantia polymorpha) är en levermossa som beskrevs av Carl von Linné. Lungmossa ingår i släktet lungmossor och familjen Marchantiaceae.

## Beskrivning
Lungmossa har en storväxt, karakteristisk bål, och honplantorna känns igen på sina långskaftade, stjärnformade arkegon- och sporogonställningar. Hanplantorna har mer kortskaftade, sköldlika antheridieställningar. På bålen finns även bägarlika skålar med groddkorn, gemmae.

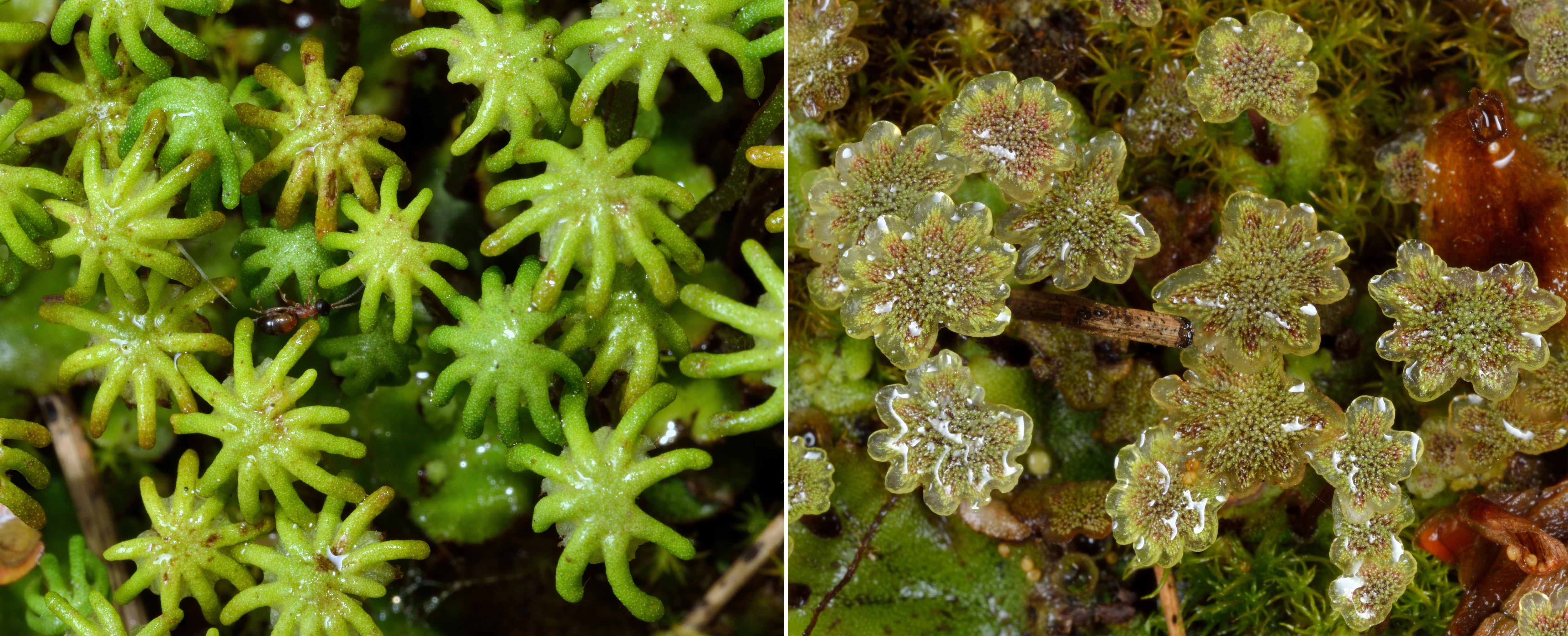
Hon- och hanplantans gametoforer
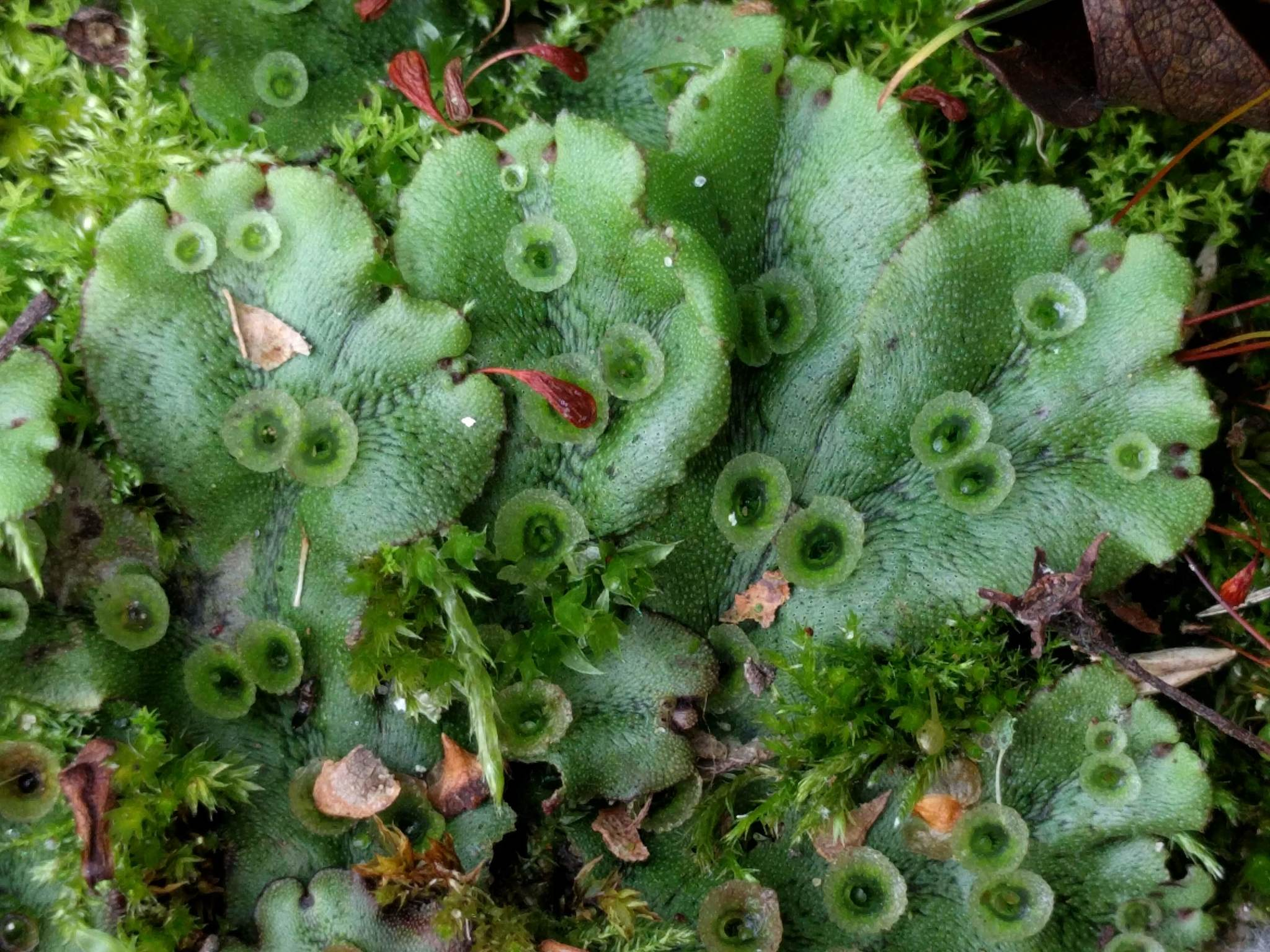
Skålar med groddkorn

## Namn
Lungmossan har fått sitt namn av att den förr enligt signaturläran ansågs verksam mot lung- och leversjukdomar; den kallades även levermossa, vilket sedermera har blivit namnet på hela det fylum den tillhör. Det vetenskapliga namnet Marchantia är uppkallat efter Nicholas Marchant (död 1678), trädgårdsmästare hos hertig Gaston av Orleans. Artepitetet polymorpha betyder 'mångformig'. Förutom den medicinska nyttan användes lungmossa fordom även för färgning.

## Utbredning
Arten är känd från i princip hela världen, från Arktis till Sydgeorgien och Kerguelen. Den är vanlig i hela Norden upp till lågfjällen. Här återfinns den på jord som åtminstone tidvis hålls fuktig, såsom i kärr och diken samt vid sjöar och bäckar, och även som ogräs på gårdar och i vägkanter. Efter bränder kan den dyka upp på brandfälten, där den kan kvarhålla sig i några år.

## Underarter
Lungmossa är en mycket variabel art och har flera underarter. I Sverige förekommer följande tre underarter:
- vattenlungmossa (Marchantia polymorpha subsp. polymorpha)
- trädgårdslungmossa (Marchantia polymorpha subsp. ruderalis)
- fjällungmossa (Marchantia polymorpha subsp. montivagans)